# Градът в морето
Градът в морето (на английски: The City in the Sea) е поема от американския писател и поет Едгар Алън По. Нейният краен вариант е публикуван през 1845. По-ранните версии носят името Обреченият град (1831) и Градът на греха. Поемата разказва историята на град, управляван от Смъртта, като са използвани често срещани елементи от готическата фикция. По се вдъхновява от няколко творби, включващи Кубла Кан на Самюъл Колридж.